# Айдарлы (Панфиловский район)
Айдарлы (каз. Айдарлы) — село в Панфиловском районе Жетысуской области Казахстана. Административный центр Айдарлинского сельского округа. Находится примерно в 40 км к западу-юго-западу (WSW) от города Жаркент, административного центра района, на высоте 519 метров над уровнем моря. Код КАТО — 195633100.
В селе родился Герой Советского Союза Кожахмет Тышканбаев.

## Население
В 1999 году население села составляло 1827 человек (918 мужчин и 909 женщин). По данным переписи 2009 года, в селе проживало 1477 человек (722 мужчины и 755 женщин)